# Street player
Street Player es el disco de oro en ventas de estudio sexto de Rufus banda de funk (anunciado como "Chaka Khan & Rufus"), lanzado por el sello ABC Records en 1978. Street Player fue el tercer álbum de la banda al principio R Billboard y gráfico B álbumes y también alcanzó el puesto #14 en Pop. El álbum incluye los sencillos "Stay" (EE. UU. R & B # 3, EE. UU. Pop # 48) y "Blue Love" (EE. UU. R & B # 34).

## Historia
En 1978, Rufus y Chaka Khan era todavía una banda de superventas. Sus últimos cuatro lanzamientos había sido de platino y el grupo continuó agotando entradas em conciertos con Khan como cabeza de cartel. En este punto, el estrellato de Khan fuera del grupo había crecido y que llevó al grupo a la deriva de distancia. Mientras Khan optado por permanecer a un miembro del grupo, otros miembros se sentían incómodos que Khan fue ofrecido ahora los contratos individuales. Después del lanzamiento de este disco, Khan sería firmar un contrato como solista con Warner Bros. Records. Khan más tarde tendría un éxito con su álbum debut, que incluía el hit "I'm Every Woman". Debido a su popularidad y la cohesión fuerte de las canciones, Street player se convirtió en su quinto álbum de platino consecutivos. Mientras Khan pasó a una carrera en solitario, Rufus corte números, en 1979, sin ella. Khan, sin embargo, no abandonó el grupo, regresando a sus Quincy Jones-producido Masterjam ese mismo año.
Además, el jazz / rock de Chicago presentó una versión de la canción que da título a su álbum de 1979, Chicago 13, con Peter Cetera en la voz principal. La canción fue coescrito por el ex Chicago baterista Danny Seraphine.
La canción "Stay" fue cubierto posteriormente por Erykah Badu en su álbum en vivo de 1997.

## Lista de canciones
| N.º | Título                     | Escritor(es)                    | Producer(s) | Duración |  |
| 1.  | «Street Player»            | Wolinski David, Danny Seraphine |             | 4:54     |  |
| 2.  | «Stay»                     | Calhoun Richard, Chaka Khan     |             | 5:43     |  |
| 3.  | «Turn»                     | Bobby Watson, David Wolinski    |             | 4:45     |  |
| 4.  | «Lo Mejor De Su Corazón»   | Bobby Watson, David Wolinski    |             | 3:46     |  |
| 5.  | «Finale (Instrumental)»    | Bobby Watson, David Wolinski    |             | 2:14     |  |
| 6.  | «Amor Azul»                | Wolinski David Calhoun Richard  |             | 3:20     |  |
| 7.  | «Stranger To Love»         | David Wolinski                  |             | 3:38     |  |
| 8.  | «Take Time (Instrumental)» | Tony Maiden                     |             | 4:17     |  |
| 9.  | «Destino»                  | Batteau David, Richard Holland  |             | 4:26     |  |
| 10. | «Cambiar Tus Caminos»      | Tony Maiden, Traude Sapik       |             | 3:29     |  |

## Personal
Chaka Khan - voz y coros
Tony Maiden - guitarra, voz y coros
Kevin Murphy - teclados
Bobby Watson - bajo, percusión
David "Hawk" Wolinski - teclados, coros
Luna Calhoun - percusión, batería, voces de fondo
Richard Calhoun - percusión, batería, voces de fondo
Everett Bryson - percusión
Jerry Hey - trompeta, fliscorno
Kim Hutchcroft - saxo flauta, alto
William Reichenbach - trombón
Larry Williams - piccolo flauta, saxofón
Helen Lowe - coros

## Producción
Rufo - los productores de discos, arreglistas musicales, arreglos de vientos
Roy Halee - productor, ingeniero de audio
George Belle - ingeniero de sonido
Clare Fischer - director musical, arreglos de cuerda
Seawind - arreglos de vientos
Brian Gardner - masterización de audio
Glen Christensen - dirección de arte
Norman Seeff - fotografía
[Ocultar] v • d • eChaka Khan
Con Rufus Rufus (1973) | Trapos de Rufus (1974) | Rufusized (1974) | Rufus, Chaka Khan Con (1975) | Pregunte A Rufus (1977) | Street Player (1978) | Masterjam (1979) | Camouflage (1981) | El Lo Mejor de Rufus con Chaka Khan (1982) | Stompin' At The Savoy - Live (1983)
Álbumes de estudio Chaka (1978) | traviesa (1980) | ¿Qué Voy a Cha 'hacer por mí (1981) | Ecos de una época (1982) | Chaka Khan (1982) | que siento por ti (1984) | Destino (1986) | CK (1988) | La mujer que soy (1992) | Ven A Mi Casa 2 (1998) | ClassiKhan (2004) | Funk This (2007)
Recopilaciones vida es un baile - El Proyecto Remix (1989) | Epifanía: Lo mejor de Chaka Khan, vol. 1 (1996) | I'm Every Woman: El mejor de Chaka Khan (1999) | Dance Classics de Chaka Khan (1999) | The Platinum Collection (2006)
- Datos: Q6134521